# Schiffdorfer Chaussee
Die Schiffdorfer Chaussee ist eine zentrale Erschließungs- und Durchgangsstraße in Bremerhaven, Stadtteile Geestemünde (Bürgerpark) und Schiffdorferdamm. Sie führt in West-Ost-Richtung von der Straße An der Mühle und der Hartwigstraße in Geestemünde bis nach Schiffdorf (Bohlenstraße).
Die Querstraßen und die Anschlussstraßen wurden benannt oft nach ländlichen Begriffen u. a. als An der Mühle nach einer früheren Windmühle (früher Mühlenstraße), Hartwigstraße (Sanitätsrat Otto Hartwig), Feldstraße, Vierhöfen, Seilerstraße nach dem Beruf, Kammerweg (?), Walter-Delius-Straße nach dem früheren Oberbürgermeister von Wesermünde (1884–1945), Drosselweg, Georg-Büchner-Straße nach dem Schriftsteller (1813–1837), Kornweg, Im Felde, Ludwig-Börne-Straße nach dem Journalist und Literaturkritiker (1786–1837), Bundesautobahn 27, Carsten-Lücken-Straße, Kuhhamm, Schwalbenweg, Veerenholzstraße nach einem früheren Wäldchen der 1945/46 geholzt wurde (Vern, Verden oder Fehren verwandt mit Furt oder Furche), Gagelstraße, Hegerstraße, Eschackerstraße als Flurbezeichnung, Schiffdorfer Grenzweg, Vörtelweg; ansonsten siehe beim Link zu den Straßen.

## Geschichte

### Name
Die Schiffdorfer Chaussee wurde benannt nach der Gemeinde Schiffdorf zu der sie hinführt und die 1139 erstmals urkundlich erwähnt wurde.

### Entwicklung
Schiffdorferdamm (bis 1870 noch Geestendorferdamm) gehörte früher zur Gemeinde Schiffdorf. Erste Siedler kamen um 1780 und 1842. 1860 wurde die Schiffdorfer Chaussee ausgebaut. Der „Damm“ wurde städtischer Vorort für Arbeiter. 1927 fand die Eingemeindung mit 1000 Einwohnern nach Wesermünde statt. 2011 hatte der Ort 2496 Einwohner.
Bis 1908 wurde der 64 ha große Bürgerpark angelegt. Seit 1905 stand das Krankenhaus an der Hartwigstraße. Eine Siedlergemeinschaft Am Bürgerpark wurde um 1949 gegründet und 282 Wohnungen für ca. 600 Einwohner entstanden bis um 1954. 1962 eröffnete das DRK-Krankenhaus am Bürgerpark den Betrieb.

### Verkehr
Schon im Mittelalter gab es diese Wegeverbindung, die 1860 ausgebaut wurde. Durch die Straße fuhren von 1947 bis 1958 Oberleitungsbusse bis nach Schiffdorf. Vor der Trolleybuszeit verkehrte eine Autobuslinie bereits ab Mitte der 1920er-Jahre.
Im Nahverkehr von BremerhavenBus fahren auf der Straße die Linien 507, 508 und das Anruflinientaxi 517 sowie nachts der ML (Moon-Liner).

## Gebäude und Anlagen
Die Straße hat überwiegend eine ein- bis zweigeschossige Bebauung.
Erwähnenswerte Gebäude und Anlagen
Geestemünde:
- Nr. 18: 1-gesch. Einkaufszentrum mit diversen Läden
- Nr. 97 und Georg-Büchner-Straße Nr. 5 und 13: 1- bis 3-gesch. neueres Schulzentrum Carl von Ossietzky als Oberschule (CvO GyO) und Berufliche Schule für Dienstleistung, Gewerbe und Gestaltung
- Ludwig-Börne-Straße 2- bis 8: 4- und 6-gesch. neueres Wohnhaus
- Nr. 138: 1-gesch. Einkaufszentrum
- Bundesautobahn 27 nach Bremen und Cuxhaven, Anschlussstelle Geestemünde

Schiffdorferdamm
- Carsten-Lücken-Straße:
  - 1-gesch. Freizeitheim Lücken
  - Sportanlagen vom SC Schiffdorferdamm
- Nr. 183: 2- gesch. rotsteinsichtiges Schulhaus von 1892, 1-gesch. Mittelbau von 1956 und 3-gesch. Neubau von 1967:r Veernschule als Grundschule mit um 180 Schülern
- Nr. 202: 2-gesch. Wohn- und Geschäftshaus mit Gaststätte, Laden und Post-Filiale
- Nr. 227: 1-gesch. Einkaufszentrum
- Nr. 238: 1-gesch. moderne Wohnanlage für Behinderte der Albert-Schweitzer-Wohnstätten e.V. von 1970 zusammen mit dem Diakonischen Werk Bremerhaven
- Bohlenstraße Nr. 54: 2-gesch. Polizeikommissariat Schiffdorf